# (24712) Boltzmann
(24712) Boltzmann  es un asteroide perteneciente al cinturón de asteroides, descubierto el 12 de septiembre de 1991 por Freimut Börngen y Lutz Dieter Schmadel desde el Observatorio Karl Schwarzschild, en Alemania.

## Designación y nombre
Boltzmann se designó inicialmente como 1991 RP3.
Más adelante fue nombrado en honor al físico austríaco  Ludwig Boltzmann (1844-1906).

## Características orbitales
Boltzmann orbita a una distancia media del Sol de 2,3437 ua, pudiendo acercarse hasta 1,7834 ua y alejarse hasta 2,9039 ua. Tiene una excentricidad de 0,2390 y una inclinación orbital de 4,9185° grados. Emplea en completar una órbita alrededor del Sol 1310 días.

## Características físicas
Su magnitud absoluta es 15,4. Tiene 2,273 km de diámetro. Su albedo se estima en 0,284.